# Olympische Jugend-Winterspiele 2016/Freestyle-Skiing
Bei den Olympischen Jugend-Winterspielen 2016 in Lillehammer fanden vom 14. bis 20. Februar 2016 insgesamt sieben Wettbewerbe im Freestyle-Skiing statt. Erstmals wurden Bewerbe mit Slopestyle ausgetragen. Zudem wurde das Programm um einen disziplinenübergreifenden Mixed Teamwettbewerb aus Ski- und Snowboard Cross erweitert.

## Bilanz

### Medaillenspiegel
| Platz  | Land                 | Gold | Silber | Bronze | Gesamt |
| ------ | -------------------- | ---- | ------ | ------ | ------ |
| 1      | Vereinigte Staaten   | 1    | 2      | –      | 3      |
| 2      | Schweiz              | 1    | 1      | –      | 2      |
| 3      | Großbritannien       | 1    | –      | 1      | 3      |
| 4      | Deutschland          | 1    | –      | –      | 1      |
| 4      | Kanada               | 1    | –      | –      | 1      |
| 4      | Norwegen             | 1    | –      | –      | 1      |
| 4      | Russland             | 1    | –      | –      | 1      |
| 8      | Neuseeland           | –    | 1      | 1      | 2      |
| 8      | Australien           | –    | 1      | 1      | 2      |
| 10     | Belgien              | –    | 1      | –      | 1      |
| 10     | Frankreich           | –    | 1      | –      | 1      |
| 12     | Norwegen             | –    | –      | 1      | 1      |
| 12     | Österreich           | –    | –      | 1      | 1      |
| 12     | Tschechien           | –    | –      | 1      | 1      |
| –      | Gemischte Mannschaft | –    | –      | 1      | 1      |
| Gesamt | Gesamt               | 7    | 7      | 7      | 21     |

### Medaillengewinner
| Disziplin               | Gold                                                                      | Silber                                                                | Bronze                                                                                   |
| ----------------------- | ------------------------------------------------------------------------- | --------------------------------------------------------------------- | ---------------------------------------------------------------------------------------- |
| Männer                  |                                                                           |                                                                       |                                                                                          |
| Halfpipe                | Birk Irving                                                               | Finn Bilous                                                           | Trym Sunde Andreassen                                                                    |
| Ski Cross               | Reece Howden                                                              | Xander Vercammen                                                      | Louis Muhlen-Schulte                                                                     |
| Slopestyle              | Birk Ruud                                                                 | Alexander Hall                                                        | Finn Bilous                                                                              |
| Frauen                  |                                                                           |                                                                       |                                                                                          |
| Halfpipe                | Madison Rowlands                                                          | Paula Cooper                                                          | Lara Wolf                                                                                |
| Ski Cross               | Talina Gantenbein                                                         | Zali Offord                                                           | Klára Kašparová                                                                          |
| Slopestyle              | Lana Prussakowa                                                           | Lou Barin                                                             | Madison Rowlands                                                                         |
| Mixed                   |                                                                           |                                                                       |                                                                                          |
| Team Ski/Snowboardcross | DeutschlandJana Fischer Celia Funkler Sebastian Pietrzykowski Cornel Renn | SchweizSophie Hediger Talina Gantenbein Pascal Bitschnau Sascha Rüedi | Gemischte Mannschaft Daryna Kyrytschenko Veronica Edebo Valentina Miladinov David Mobärg |

## Männer

### Halfpipe
| Platz | Land | Sportler              | Punkte |
| ----- | ---- | --------------------- | ------ |
| 1     | USA  | Birk Irving           | 93,00  |
| 2     | NZL  | Finn Bilous           | 92,20  |
| 3     | NOR  | Trym Sunde Andreassen | 80,20  |
| 4     | USA  | Alexander Hall        | 78,00  |
| 5     | AUT  | Marco Ladner          | 67,60  |
| 6     | SUI  | Mario Grob            | 64,00  |

Datum: 14. Februar

### Skicross
| Platz | Land | Sportler         |
| ----- | ---- | ---------------- |
| 1     | CAN  | Reece Howden     |
| 2     | BEL  | Xander Vercammen |
| 3     | AUS  | Louis Muhlen     |
| 4     | FRA  | Matteo Lucatelli |
| 5     | SWE  | David Mobärg     |
| 6     | AUS  | Douglas Crawford |

Datum: 15. Februar
Teilnehmer aus deutschsprachigen Ländern:

7.  Cornel Renn

8.  Marcel Illmaier

9.  Sascha Rüedi

### Slopestyle
| Platz | Land | Sportler              | Punkte |
| ----- | ---- | --------------------- | ------ |
| 1     | NOR  | Birk Ruud             | 89,2   |
| 2     | USA  | Alexander Hall        | 87,4   |
| 3     | NZL  | Finn Bilous           | 86,0   |
| 4     | GBR  | Cal Sandieson         | 81,0   |
| 5     | NOR  | Trym Sunde Andreassen | 79,8   |
| 6     | NZL  | Jackson Wells         | 79,0   |

Datum: 19. Februar

Teilnehmer aus deutschsprachigen Ländern:

07.  Max Mall: 78,0 Punkte

11.  Colin Wili: 61,4 Punkte

12.  Moritz Neuhauser: 56,2 Punkte

15.  Marco Ladner: 51,4 Punkte

17.  Mario Grob: 45,2 Punkte

## Frauen

### Halfpipe
| Platz | Land | Sportler         | Punkte |
| ----- | ---- | ---------------- | ------ |
| 1     | GBR  | Madison Rowlands | 88,60  |
| 2     | USA  | Paula Cooper     | 79,00  |
| 3     | AUT  | Lara Wolf        | 74,20  |
| 4     | USA  | Nikita Rubocki   | 70,20  |
| 5     | CAN  | Mackenzie Wilson | 62,20  |
| 6     | RUS  | Lana Prussakowa  | 55,60  |

Datum: 14. Februar

### Skicross
| Platz | Land | Sportler          |
| ----- | ---- | ----------------- |
| 1     | SUI  | Talina Gantenbein |
| 2     | AUS  | Zali Offord       |
| 3     | CZE  | Klára Kašparová   |
| 4     | GER  | Celia Funkler     |
| 5     | SWE  | Veronica Edebo    |
| 6     | CAN  | Zoe Chore         |

Datum: 15. Februar
Weitere Teilnehmerin aus deutschsprachigen Ländern:

10.  Martina Rainer

### Slopestyle
| Platz | Land | Sportler         | Punkte |
| ----- | ---- | ---------------- | ------ |
| 1     | RUS  | Lana Prussakowa  | 77,0   |
| 2     | FRA  | Lou Barin        | 72,8   |
| 3     | GBR  | Madison Rowlands | 67,8   |
| 4     | AUT  | Lara Wolf        | 62,8   |
| 5     | FIN  | Anni Kärävä      | 61,2   |
| 6     | SUI  | Mathilde Gremaud | 58,2   |

Datum: 19. Februar

## Mixed

### Teamwettbewerb Ski/Snowboardcross
| Platz | Land            | Sportler                                                            |
| ----- | --------------- | ------------------------------------------------------------------- |
| 1     | GER             | Jana Fischer Celia Funkler Sebastian Pietrzykowski Cornel Renn      |
| 2     | SUI             | Sophie Hediger Talina Gantenbein Pascal Bitschnau Sascha Rüedi      |
| 3     | UKR SWE BUL SWE | Daryna Kyrytschenko Veronica Edebo Valentina Miladinov David Mobärg |
| 4     | ESP CAN         | Fiona Torello Zoe Chore Evan Bichon Reece Howden                    |
| 5     | AUT             | Pia Zerkhold Martina Rainer Marco Dornhofer Marcel Illmaier         |
| 6     | AUS             | Mollie Fernandez Zali Offord Alex Dickson Douglas Crawford          |

Datum: 16. Februar